# قانون ماكاران للأمن الداخلي
1. ↑  Internal Security Act نسخة محفوظة 2020-08-23 على موقع واي باك مشين.

قانون الأمن الداخلي لعام 1950، (القانون العام 81-831)، المعروف أيضًا باسم قانون مراقبة الأنشطة التخريبية لعام 1950، أو قانون ماكاران باسم راعيه الرئيسي السيناتور بات ماكاران (د-نيفادا)، أو قانون معسكر الاعتقال،  هو قانون اتحادي للولايات المتحدة. أقره الكونجرس على الرغم من فيتو الرئيس هاري ترومان. يطلب القانون من المنظمات الشيوعية التسجيل لدى الحكومة الفيدرالية. حكمت المحكمة العليا الأمريكية عام 1965 في قضية ألبرتسون ضد مجلس مراقبة الأنشطة التخريبية مما إلغاء الكثير من شرط التسجيل الشيوعي في القانون. وتم إلغاء بند الاحتجاز الطارئ عندما تم التوقيع على قانون عدم الاحتجاز لعام 1971 من قبل الرئيس ريتشارد نيكسون. كما تم إلغاء مجلس مراقبة الأنشطة التخريبية في القانون، الذي فرضه حكم القانون الذي يدعو إلى التحقيق مع الأشخاص المنخرطين في "أنشطة تخريبية"، في عام 1972.

## أحكام
كان عنوان القانون الأول: مراقبة الأنشطة التخريبية (قانون مراقبة الأنشطة التخريبية) والثاني: الاحتجاز في حالات الطوارئ (قانون الاحتجاز الطارئ لعام 1950). 
طالب القانون المنظمات الشيوعية بالتسجيل لدى المدعي العام للولايات المتحدة وأنشأ مجلس مراقبة الأنشطة التخريبية للتحقيق مع الأشخاص المشتبه في انخراطهم في أنشطة تخريبية أو تعزيز إقامة "ديكتاتورية شمولية"، سواء كانت فاشية أو شيوعية. لا يمكن لأعضاء هذه المجموعات أن يصبحوا مواطنين وفي بعض الحالات مُنعوا من دخول البلاد أو مغادرتها. كما ويمكن سحب جنسية المهاجرين الذين يثبت انتهاكهم للقانون في غضون خمس سنوات من حصولهم على الجنسية،
طلب المدعي العام للولايات المتحدة جيه هوارد ماكغراث أن تقدم CPUSA قائمة بجميع أعضائها في الولايات المتحدة، بالإضافة إلى "الكشف عن تفاصيلها المالية".  علاوة على ذلك، فقد طُلب من أعضاء "منظمات العمل الشيوعي" بما في ذلك أعضاء الحزب الشيوعي للولايات المتحدة الأمريكية (قبل قضية المحكمة العليا لعام 1965 المذكورة أدناه)  التسجيل لدى المدعي العام الأمريكي باسمهم وعنوانهم وأن تخضع للقوانين المطبقة على هؤلاء المسجلين (على سبيل المثال منعهم من العمل الفيدرالي، من بين أمور أخرى).  بالإضافة إلى ذلك، بمجرد التسجيل، فأن الملاحقة القضائية لالأعضاء ممكنة فقط على أساس عضويتهم بموجب قانون سميث بسبب النية المعلنة والمزعومة للمنظمة.  
تضمن القانون أيضًا قانونًا للاحتجاز في حالات الطوارئ، يمنح الرئيس سلطة القبض على واحتجاز "كل شخص يوجد سبب معقول للاعتقاد بأن مثل هذا الشخص قد ينخرط في، أو ربما سيتآمر مع آخرين للانخراط في أفعال من التجسس أو التخريب ". 
وشددت قوانين إبعاد الأجانب وترحيلهم وسمحت باحتجاز الأشخاص الخطرين أو غير الموالين أو المخربين في أوقات الحرب أو "حالة الطوارئ الأمنية الداخلية". كان لهذا القانون تداعيات على آلاف الأشخاص النازحين بسبب الحرب العالمية الثانية. في مارس 1951، نُقل عن رئيس لجنة الأشخاص المشردين بالولايات المتحدة قوله إنه سيتم منع 100000 شخص من دخول الولايات المتحدة التي كان من الممكن قبولها لولا ذلك. بحلول 1 مارس 1951، استبعد القانون 54000 شخص من أصل عرقي ألماني و12000 نازح روسي من دخول الولايات المتحدة.  من بين الأشخاص البارزين الذين مُنعوا من دخول الولايات المتحدة إرنست تشين، الذي تم رفض منحه التأشيرة مرتين في عام 1951. 
جعل القانون الاعتصام في محكمة اتحادية جناية  إذا كان المقصود منه عرقلة نظام المحاكم أو التأثير على المحلفين أو المشاركين الآخرين في المحاكمة. 

## استخدامها من قبل الجيش الأمريكي

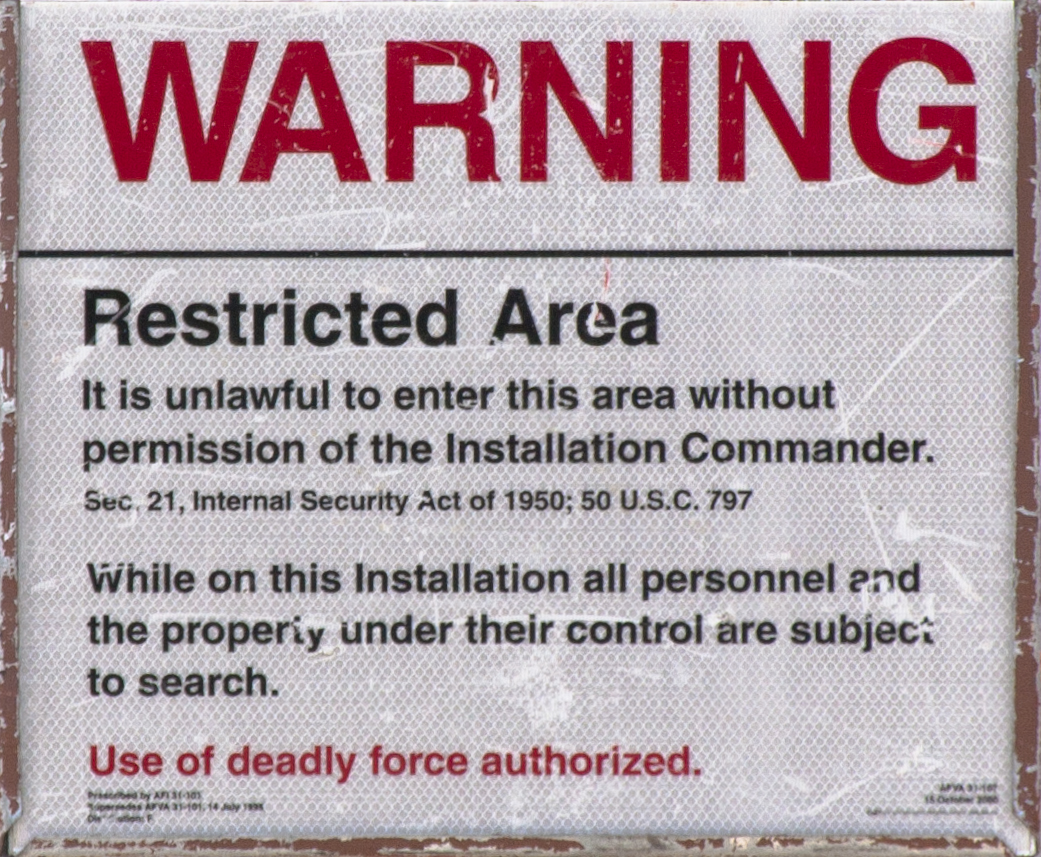
علامة ممنوع التعدي على ممتلكات الغير في قاعدة لانغلي الجوية ، نقلاً عن القسم 21 من قانون الأمن الداخلي لعام.

يواصل الجيش الأمريكي استخدام الفقرة العنوان 50 من كود الولايات المتحدة المادة 797 ، نقلاً عن القانون في لائحة الجيش الأمريكي لدعم السماح للقادة بتنظيم الأسلحة المملوكة ملكية خاصة في منشآت الجيش. حيث تنص رسالة الجيش المعروفة باسم ALARACT  على أن "كبار القادة لديهم سلطة محددة لتنظيم الأسلحة والمتفجرات والذخيرة المملوكة للقطاع الخاص في منشآت الجيش." مرجع ALARACT هو نسخة مبتورة من القانون العام. 